# Andrés Nocioni
Andrés Nocioni (Gálvez, Santa Fe, 30 de novembre de 1979) és un exjugador de bàsquet argentí. Jugava com a aler i fa 2,01 metres d'alçada.

## Trajectòria esportiva

### Primera etapa a l'ACB
El director esportiu del Tau, Alfredo Salazar, el va fitxar per l'equip de Vitòria, tot i que en la seva primera temporada a Espanya va jugar al Bàsquet Manresa, a la segona divisió en aquella època. Després, Andrés es va convertir en el jugador franquícia del Tau, amb el qual va guanyar dues copes del Rei i la primera Lliga del club vitorià. La temporada 2003-2004, va ser proclamat MVP de la Lliga ACB, cosa que li va permetre d'anar a l'NBA

### NBA
Durant la seva primera temporada a l'NBA (2004-05) amb els Chicago Bulls, va fer una mitjana de 23.4 minuts, 8.4 punts i 4.8 rebots per partit. La segona temporada els seus números van ser de 27.3 minuts, 13 punts i 6 rebots, destacant els últims dos mesos de competició que van permetre classificar als Chicago Bulls a la postemporada, guanyant 10 dels últims 12 partits per acabar la fase regular amb un rècord de 41-41. En aquests 12 partits Nocioni va fer una mitjana de 19,1 punts i 10,4 rebots. El seu bon nivell de forma a la part final de la temporada el va fer mereixedor del premi al millor jugador de la temporada per part de la franquícia.
El 19 de febrer de 2009, Chicago Bulls va traspassar Nocioni, Drew Gooden, Michael Ruffin i Cedric Simmons a Sacramento Kings a canvi de John Salmons i Brad Miller. Al cap de poc temps Nocioni va criticar els Kings dient que era el pitjor equip en què havia jugat i que si Chicago era una banda, Sacramento n'eren dues. El 17 de juny de 2010 va ser traspassat a Philadelphia 76ers amb Spencer Hawes a canvi de Samuel Dalembert. Després de l'arribada de Sam Young des de Memphis Grizzlies, el 17 de març fou tallat per l'equip de Pennsilvània.

### Retorn a l'ACB
El març de 2012, amb 32 anys, l'aler sud-americà exjugador dels 76ers tornà a la Lliga Endesa, al Caja Laboral Baskonia per posar-se a les ordres de Dusko Ivanovic.
El juliol de 2014 el Reial Madrid va fer oficial la contractació per dues temporades de l'aler pivot argentí, que arribava lliure procedent del Laboral Kutxa, equip en què va jugar les tres últimes temporades després del seu retorn de l'NBA. El Madrid va pagar 100.000 euros al Laboral Kutxa per la incorporació del jugador, que cobraria un sou d'1,5 milions.
Coincidint amb el final de la temporada 2016-2017, Nocioni anuncia la seva retirada del bàsquet en actiu.

## Selecció argentina
Va debutar amb la selecció de bàsquet de l'Argentina el 14 de juny de 1999 jugant contra el Perú en el pavelló Sudamericano de Bahía Blanca. Amb la selecció argentina ha participat a:
- Campionat sud-americà Cadet de 1995
- Campionat sud-americà Júnior de 1999 i 2001
- Torneigs preolímpics de 1999, 2003 i 2011
- Jocs Panamericans de 1999
- Premundial del 2001 i 2003
- Mundial de 2002 i 2006
- Jocs Olímpics de 2004 i 2008
- Torneig de les Amèriques de 2011

I els premis internacionals que ha aconseguit amb la selecció són: Campió Sud-americà de Cadets el 1995. Campió Sud-americà el 2001. Campió del Premundial el 2001. Medalla de Plata Mundial del 2002. Medalla d'or en els Jocs Olímpics del 2004. Medalla d'or al Campionat FIBA Diamond Ball 2008, Medalla de bronze als Jocs Olímpics de 2008, Campió del Pre-olímpic de 2011.
En el Preolímpic de 1999, i amb només 19 anys, va realitzar una de les seves jugades més recordades: una gran esmaixada davant Kevin Garnett i Tim Duncan, que va der aixecar dels seus seients tot el públic, inclosos els suplents nord-americans. Segons va declarar el mateix Garnett, poc després li va dir a Nocioni que si ho tornava a fer "li trencava el canyell" (Andrés encara no entenia l'anglès i només ho va saber al vestidor).